# Tanguy Coulibaly
Pour les articles homonymes, voir Coulibaly.
Tanguy Coulibaly, né le 18 février 2001 à Sèvres (Hauts-de-Seine), est un footballeur français qui évolue au poste d'ailier au Montpellier HSC.

## Biographie

### Carrière en club
Issu du centre de formation du Paris Saint-Germain, Coulibaly signe son premier contrat professionnel avec le VfB Stuttgart, le 2 juillet 2019,. Il fait ses débuts en 2. Bundesliga avec le club de Stuttgart le 20 octobre 2019, contre Holstein Kiel.
Mais c'est lors de la saison suivante, alors que le VfB a été promu en Bundesliga, que Coulibaly commence à s'imposer dans l'équipe première, notamment le 28 novembre 2020, où il est titularisé au poste d'avant-centre contre le Bayern Munich, ouvrant le score de ce qui sera finalement une victoire 3-1 des bavarois,.

#### Montpellier HSC (2023-)
Le 4 décembre 2023, Tanguy Coulibaly s’engage au Montpellier HSC libre de tout contrat, jusqu’en juin 2026. Le 14 avril 2024 face à Clermont, il marque son premier but avec le Montpellier HSC.

### Carrière internationale
D'origine ivoirienne, Coulibaly se voit convoquer en équipe du Mali des moins de 20 ans pour la Coupe du monde 2019, sans toutefois donner de suite à cette convocation.

## Statistiques
| Saison                | Club                  | Championnat           | Championnat | Championnat | Coupe(s) nationale(s) | Coupe(s) nationale(s) | Compétition(s) continentale(s) | Compétition(s) continentale(s) | Compétition(s) continentale(s) | Total | Total |
| Saison                | Club                  | Division              | M.          | B.          | M.                    | B.                    | Comp.                          | M.                             | B.                             | M.    | B.    |
| 2019-2020             | VfB Stuttgart         | 2.Bundesliga          | 2           | 0           | -                     | -                     | -                              | -                              | -                              | 2     | 0     |
| 2020-2021             | VfB Stuttgart         | 1.Bundesliga          | 31          | 2           | 3                     | 0                     | -                              | -                              | -                              | 34    | 2     |
| 2021-2022             | VfB Stuttgart         | 1.Bundesliga          | 21          | 0           | 1                     | 0                     | -                              | -                              | -                              | 22    | 0     |
| 2022-2023             | VfB Stuttgart         | 1.Bundesliga          | 14          | 4           | 2                     | 0                     | -                              | -                              | -                              | 16    | 4     |
| Sous-total            | Sous-total            | Sous-total            | 68          | 6           | 6                     | 0                     | -                              | -                              | -                              | 74    | 6     |
| 2023-2024             | Montpellier HSC       | Ligue 1               | 16          | 1           | 2                     | 0                     | -                              | -                              | -                              | 18    | 1     |
| 2024-2025             | Montpellier HSC       | Ligue 1               | 14          | 2           | 1                     | 0                     | -                              | -                              | -                              | 15    | 2     |
| Sous-total            | Sous-total            | Sous-total            | 30          | 3           | 3                     | 0                     | -                              | -                              | -                              | 33    | 3     |
| Total sur la carrière | Total sur la carrière | Total sur la carrière | 98          | 9           | 9                     | 0                     | -                              | -                              | -                              | 107   | 9     |